# Cellule terroriste de Cannes - Torcy
La cellule terroriste de Cannes - Torcy est le nom donné au groupe terroriste impliqué dans un attentat antisémite commis à Sarcelles, dans le département français du Val-d'Oise, le 19 septembre 2012. Le groupe est démantelé dans les semaines suivantes.

## Histoire

### Débuts
La cellule de Cannes-Torcy est issue de la rencontre de deux bandes : une de Cannes, dans les Alpes-Maritimes, et l'autre de Torcy en Seine-et-Marne. À l'été 2012, quelques mois après les attentats de Mohammed Merah, six membres du groupe francilien descendent à Cannes à bord d'un camping-car, où ils retrouvent dix personnes dirigées par Jérémie Louis-Sidney. Ce séjour de deux semaines, pendant lequel des velléités d'attentat sont exprimées, est l'acte fondateur de la cellule terroriste.

### Attentat à Sarcelles
Le 19 septembre 2012, deux hommes habillés de noir et cagoulés brisent la vitrine d'une supérette casher de Sarcelles avec un pavé en béton avant de lancer à l'intérieur une grenade de faible puissance. L'attaque ne fait qu'un blessé léger car la grenade se coince sous un chariot de supermarché. L'ADN de Jérémie Louis-Sidney est retrouvé sur la cuillère de la grenade. Son complice présumé n'est autre que Jérémy Bailly, son lieutenant. Un troisième homme, Kevin Phan, conduit la voiture à bord de laquelle ils s'échappent. Cet attentat manqué déclenche le démantèlement de la cellule dite de Cannes - Torcy qui préparait des départs de djihadistes vers la Syrie et d'autres attentats, dont l'incendie d'un Mc Do à Lognes.

### Départs pour la Syrie
Trois Cannois de l'entourage de Louis-Sidney partent pour la Syrie pendant l'automne 2012. Désireux de « participer aux combats aux côtés des djihadistes », ils rejoignent l'organisation islamiste Al-Qaïda qui vient de s'implanter dans le pays. Ils y sont surnommés le « Gang de Cannes ».
- Abdelkader Tliba cherche à rentrer en France au début de l'année 2014 mais est arrêté lors d'un contrôle fortuit entre la Grèce et l'Italie[1].
- Ibrahim Boudina parvient à rentrer en France malgré une courte arrestation en Grèce. Il est arrêté à Mandelieu-la-Napoule (ou à Nice selon France Inter[3]) en février 2014, peu après son arrivée. La police retrouve chez lui trois bombes artisanales constituées de canettes de Red Bull remplies de peroxyde d'acétone (ou « TATP »), le même explosif que celui qui servira pour les attentats du 13 novembre 2015[1].
- Rached Rihai est blessé au combat à de nombreuses reprises. Il quitte finalement Al-Qaïda pour l'État islamique[1].

### Démantèlement
Deux semaines après l'attaque de Sarcelles, la cellule est démantelée par la police le 6 octobre 2012 grâce à l'identification de l'empreinte digitale laissée par Jérémie Louis-Sidney sur la cuillère de la grenade. Onze personnes sont placées en garde à vue. Jérémie Louis-Sidney est tué par des tirs de réplique de policiers lors de son interpellation à Strasbourg alors qu'il venait de vider son chargeur sur les forces de l'ordre. Il faisait partie des meneurs du groupe avec un autre converti, Jérémy Bailly, originaire de Torcy en Seine-et-Marne et arrêté lors de ce coup de filet.

### Suites en 2017
Le 11 avril 2017, le préfet de Seine-et-Marne décide la fermeture de la mosquée de Torcy, installée dans des préfabriqués au 16, avenue de Lingenfeld, et gérée par l’association Rahma, où ont été tenus des propos légitimant le «djihad armé» et «ouvertement hostiles aux institutions républicaines». Président de l’association de gestion de la mosquée, l'imam Abdelali Bouhnik est interpellé. Professeur de mathématiques au lycée Jean-Moulin de Torcy, il est rapidement suspendu de ses fonctions par l’Éducation nationale en attendant la convocation d'une commission disciplinaire. Son suppléant, Mohammed Tlaghi, ressortissant marocain de 50 ans arrivé en France en 1992, ayant appelé également au djihad armé, pourrait faire l'objet d'une expulsion, mais qu'il est difficile d'appliquer. Finalement l'arrêté d'expulsion est émis en décembre 2017 et il est arrêté à son domicile le 27 mars 2018 et expulsé le lendemain vers le Maroc, alors que l'émotion est vive dans le pays au lendemain des attaques de l'Aude.
Plusieurs des accusés de la cellule de Cannes-Torcy sont d’anciens élèves de Bouhnik, notamment Yassine Chebil — probablement mort en Syrie — et Jérémy Bailly. «Cheikh Abdelali» n'a pas condamné les actions de cette cellule. Dans ses prêches, il attaquait régulièrement l’État qu'il accusait à propos de la loi interdisant la dissimulation du visage dans l'espace public de promulguer « des lois contre l’islam ».
Le 1er décembre 2017, une délégation de l'association des fidèles de la mosquée de Torcy, après de nombreuses manifestations de rue, exige la réouverture de la mosquée auprès de la mairie. Celle-ci leur est accordée par la mairie le 19 janvier 2018, en échange de la gestion de cette mosquée par une nouvelle association émanant de la grande mosquée de Paris. En outre, la construction d'une nouvelle mosquée plus grande devrait avoir lieu avenue Jacques-Prévert. La nouvelle association qualifie sur son site Facebook de « persécution » la fermeture administrative de la mosquée de Torcy d'avril 2017 à janvier 2018 et se vante de nombreuses conversions.

## Membres principaux

### Jérémie Louis-Sidney
Jérémie Louis-Sidney est né le 24 janvier 1979 à Melun (Seine-et-Marne), seul fils d'une famille martiniquaise de sept enfants. Sa scolarité est difficile et Jérémie commet de petits délits qui le conduisent en famille d'accueil, puis en foyer, qu'il fuit à l'âge de 17 ans pour le sud de la France. C'est à ce moment qu'il se serait converti à l'islam. Il s'installe à Cannes où il rencontre une femme qui devient la mère de ses deux premiers enfants. Le 6 septembre 2007, à 28 ans, il est arrêté pour trafic de stupéfiants et est placé en détention provisoire à la maison d'arrêt de Grasse. Le 16 avril 2008, il est condamné à deux ans de prison, dont un avec sursis. Il bénéficie alors d'un aménagement de peine et sort libre, sous contrôle judiciaire. Il semble regretter ses actes et fait preuve de volonté de réinsertion, il commence à travailler dans la restauration. Sa conversion à l'islam est parfois datée de cette période derrière les barreaux.
Le moment où Jérémie Louis-Sidney commence à se radicaliser n'est pas établi avec certitude. Sa famille et leur avocat considèrent que c'est en prison, mais l'ancienne avocate de Jérémie Louis-Sydney déclare n'avoir « rien remarqué de particulier » à sa sortie. En revanche, en 2009, il lui apparaît clairement qu'il a changé : il est devenu très musulman et « ne jur[e] que par l'islam », dans un discours qu'elle ne juge pas pour autant radical. Il se lance dans le rap et sort en mai 2009 une vidéo dans laquelle il attaque violemment la société occidentale, dénonce les « trafics de gosses » et les « trafics d'organes » et remet en cause la version officielle du 11-Septembre. Il scande : « Sachez que vous êtes manipulés. Si tu ne comprends pas, renseigne-toi. Allah Akbar. ». Il poursuit sa radicalisation à l'occasion de séjours au Maghreb.
En octobre 2011, il crée à Torcy une société de vente au détail qui n'aurait été qu'une couverture pour ses projets terroristes. Ses prêches salafistes attirent l'attention de la direction centrale du renseignement intérieur (DCRI, future DGSI) au printemps 2012. Il est placé sur écoute, mais pas convoqué par les services car seuls des soupçons pèsent sur lui. Il fait l'apologie de Mohammed Merah à la sortie de la mosquée de Torcy.
Après l'attentat de Sarcelles, il se réfugie chez sa seconde compagne Inès dans un appartement du quartier de l'Esplanade, à Strasbourg. Il se rase la barbe. C'est là qu'il est trouvé par les policiers du GIPN le 6 octobre 2012, et abattu alors qu'il vide sur eux le barillet de son revolver Smith & Wesson de calibre .357 Magnum,. Il souhaitait mourir en « martyr », comme Mohammed Merah.
Jérémie Louis-Sidney était polygame et s'était « marié » religieusement à au moins deux femmes : une Cannoise de 23 ans avec qui il a plusieurs enfants et qu'il répudie car elle refuse de porter le voile, et Inès, chez qui il se trouve le jour de sa mort, et qui lui a aussi donné deux enfants.

### Jérémy Bailly
Jérémy Bailly est né à Sarcelles (Val-d'Oise), fils unique d'un père chauffeur de taxi et d'une mère aide-comptable agnostiques qui finissent par divorcer. Il grandit à Torcy souffrant du manque de soutien de ses parents a l'habitude d'aller passer des vacances à Cannes, chez sa tante. À 22 ans, il est pris pour trafic de haschich et est condamné à du sursis. Il s'intéresse au rastafarisme, passe un moment chez les témoins de Jéhovah et fréquente à cette période des militants islamistes et finit à 23 ans par se convertir à l'islam. Il pratique un islam rigoureux, se faisant appeler Abderrahmane, s'habillant en djellaba et priant cinq fois par jour dans la mosquée en préfabriqué de Torcy : c'est là qu'il rencontre Jérémie Louis-Sidney et se lie d'amitié avec lui. Ils lisent ensemble Inspire, le magazine en ligne d'Al-Qaïda dans la péninsule arabique. C'est également lui qui convertit à l'islam son voisin de palier Kevin Phan qui a alors dix-sept ans et qui sera son « chauffeur ». Bailly est considéré comme le lieutenant de Louis-Sidney ; c'est lui qui est chargé de la « doctrine » religieuse au sein du groupe et fait le lien entre la mosquée de Cannes et la mosquée de Torcy. Son profil psychologique est qualifié de « mégalomaniaque » par les experts.
Il est accusé par Kevin Phan d'avoir jeté la grenade dans la supérette casher. En outre, Bailly échange pendant sa détention provisoire plus d'une centaine d'appels téléphoniques avec Larossi Abballa, le futur tueur de Magnanville (juin 2016). En détention, il réclame de la littérature coranique.
En 2019, Jérémy Bailly est mis en examen puis renvoyé vers un procès dans le cadre l'attentat de la prison de Condé-sur-Sarthe, où il est accusé d'association de malfaiteur terroriste.

### Ibrahim Boudina
À l'âge de 19 ans, ce Cannois d’origine algérienne abandonne ses études pour vivre d'expédients et passe une grande partie de son temps à la mosquée à parler de guerre avec Jérémie Louis-Sidney. Ses options sont confortées par un séjour en Égypte avec son ami Abdelkader Tliba et Rached Riahi. Ils passent ensuite seize mois avec les groupes précurseurs de l’État islamique avant de revenir en Europe par la route des migrants. Tliba est interpellé en Italie en janvier 2014. Contrôlé en Grèce comme porteur d'un manuel de confection de bombes sur une clé USB, Ibrahim Boudina est arrêté le 11 février 2014 à Nice : des armes et des explosifs sont saisis. Au procès, il est présenté comme « l'un des profils les plus durs de la cellule ».

## Procès
L'instruction du dossier judiciaire est achevée le 13 novembre 2015, précisément le jour des attentats de Saint-Denis et de Paris. Cette cellule terroriste complexe est considérée comme la matrice annonciatrice de toutes les affaires qui occupent le pôle antiterroriste. Elle est constituée pour moitié de jeunes gens convertis à l'islam. Ce procès montre la préparation de plus en plus minutieuse des tentatives d’attentat par une nouvelle vague de djihadistes rentrés de Syrie et contient tous les ingrédients du scénario des attentats du 13 novembre.
Le procès de la cellule, dont vingt membres présumés sont renvoyés devant la cour d'assises spéciale de Paris, se déroule du 18 avril au 22 juin 2017, alors que deux attentats islamistes éclatent sur le sol français (attaque d'Orly, le 18 mars 2017 et meurtre d'un policier aux Champs-Élysées, le 20 avril 2017, et l'attaque d'un fourgon de gendarmes le 19 juin 2017 aux Champs-Élysées), un à Londres (22 mars 2017), un à Manchester (22 mai 2017) et encore un à Londres (3 juin 2017). Dix personnes sont en détention provisoire, sept sous contrôle judiciaire et trois autres, dont deux seraient en Syrie, visés par un mandat d'arrêt. Le verdict, plus clément que les réquisitions des avocats généraux Philippe Courroye et Sylvie Kachaner, est rendu le 22 juin : Jérémy Bailly est condamné à 28 ans de réclusion criminelle (échappant à la perpétuité requise), Kevin Phan, le «chauffeur» d'origine laotienne converti à l'islam à 17 ans, ayant amené Louis-Sidney et Bailly à Sarcelles, est condamné à 18 ans de réclusion criminelle. D'autres accusés (dont deux en fuite) ont reçu des peines allant de 14 à 20 ans de prison. Ibrahim Boudina est condamné à 20 ans de prison et son ami Abdelkader Tliba à 14 ans de prison. Jamel Bouteraa, qui avait passé un mois en Syrie et qui fréquentait la mosquée de Cannes, est condamné à 14 ans de prison. Il avait acheté une arme et effectué des repérages pour attaquer une base militaire. Victor G., issu d'une famille de la classe moyenne converti à l'islam, écope de 5 ans de prison dont 3 avec sursis. La plus petite peine de prison (un an) est prononcée contre Sofien H. qui avait mené ses amis en voiture à l'aéroport pour leur départ en Syrie. Deux accusés sont acquittés.